# Verwaltungsgesellschaft des ÖPNV Sömmerda
Die Verwaltungsgesellschaft (VWG) des Öffentlichen Personen-Nahverkehrs (ÖPNV) Sömmerda mbH (VWG) ist ein kommunales Verkehrsunternehmen des Landkreises Sömmerda. Die VWG ist Betreiber der meisten regionalen Buslinien in der Region Sömmerda.

## Auftragsunternehmen
Folgende Busunternehmen fahren Auftragsverkehr für die VWG:
- Röse Reisen, Haßleben
- Fischer GmbH Omnibusbetrieb, Rastenberg bis Mai 2019 (insolvent)

## Linienübersicht
Folgende Buslinien betreibt das Unternehmen:
- Linie 200: Witterda – Elxleben – Gebesee – Straußfurt – Sömmerda
- Linie 201: Sömmerda – Weißensee – Kindelbrück – Bilzingsleben
- Linie 203: Kindelbrück – Riethgen – Büchel
- Linie 205: Sömmerda – Weißensee – Waltersdorf – Riethgen – Büchel
- Linie 206: Greußen – Herrnschwende – Weißensee – Sömmerda
- Linie 208: Kölleda / Sömmerda – Schloßvippach – Großrudest. – Erfurt
- Linie 209: Gangloffsömmern – Straußfurt – Sömmerda
- Linie 210: Burgwenden – Kölleda – Sömmerda
- Linie 211: Sömmerda – Kölleda – Beichlingen
- Linie 212: Sömmerda – Leubingen – (Funkwerk) – Weißensee
- Linie 215: Leubingen – Dermsdorf – Funkwerk – Kölleda
- Linie 216: Weimar – Großbrembach – Vogelsberg – Sömmerda
- Linie 220: Sömmerda – Straußfurt – Haßleben – Nöda – Erfurt
- Linie 231: Kölleda – Olbersleben – Buttelstedt – Weimar
- Linie 242: Sömmerda – Kölleda – Rastenberg – Rothenberga
- Linie 243: Stadtverkehr Sömmerda: Schallenburg – Sömmerda – Rohrborn
- Linie 270: Sömmerda – Schloßvippach – Udestedt – Ollendorf
- Linie 276: Buttstädt – Rudersdorf
- Linie 277: Buttstädt – Guthmannshausen – Kölleda – Sömmerda
- Linie 278: Eßleben – Buttstädt – Rastenberg – Roldisleben – Rothenberga

## Weblink
- Website des Unternehmens